# Госпитальная шкала тревожности и депрессии
Госпитальная шкала тревоги и депрессии (Hospital Anxiety and Depression Scale, HADS) — это психометрический инструмент, разработанный в 1983 году британскими исследователями Э. С. Зигмондом и Р. П. Снейтом. Основная цель шкалы — выявление и оценка выраженности симптомов тревоги и депрессии у пациентов в медицинских учреждениях. Преимущества HADS заключаются в простоте использования, что делает её популярной для первичной проверки тревожных и депрессивных состояний в клинической практике.

### Структура шкалы
Шкала состоит из 14 утверждений, разделённых на две подшкалы:
- Подшкала А — «тревога» (anxiety): содержит нечётные пункты (1, 3, 5, 7, 9, 11, 13).
- Подшкала D — «депрессия» (depression): включает чётные пункты (2, 4, 6, 8, 10, 12, 14).

Каждое утверждение оценивается респондентом по четырёхбалльной шкале, где 0 соответствует отсутствию симптомов, а 3 — их максимальной выраженности. Максимальная сумма баллов по каждой подшкале составляет 21.

### Инструкция для заполнения
Пациентам предоставляется бланк с инструкцией следующего содержания: «Эмоции играют важную роль в развитии различных заболеваний. Данный опрос разработан, чтобы помочь вашему врачу лучше понять ваши эмоциональные переживания. Прочитайте каждое утверждение и отметьте крестиком тот вариант ответа, который наиболее точно описывает ваше самочувствие на прошлой неделе. Старайтесь не раздумывать слишком долго над ответами — ваша первая реакция, как правило, наиболее точна».

### Применение
HADS используется для диагностики и скрининга тревоги и депрессии у пациентов стационаров, что делает её популярным инструментом в общемедицинской практике. Простота использования и обработки данных позволяет медицинским специалистам быстро оценить состояние пациента, не вызывая у него значительных трудностей при заполнении опросника.

### Клиническая значимость
Госпитальная шкала тревоги и депрессии нашла широкое применение в мировой медицинской практике благодаря своей лаконичности и универсальности. Она позволяет выявлять начальные признаки депрессии и тревоги, что способствует более ранней диагностике психических расстройств и улучшению качества медицинской помощи.